# فرد غاردنر (لاعب دوري الرغبي)
فرد غاردنر (بالإنجليزية: Fred Gardner)‏ هو لاعب دوري الرغبي أسترالي، ولد في 1909 في كوغارة ‏ في أستراليا، وتوفي في 1999 في South Hurstville ‏ في أستراليا.